# Маслово (Масловское сельское поселение)
Маслово — село в Орловской области России. 
Административный центр Масловского сельсовета Орловского района. В рамках организации местного самоуправления входит в Орловский муниципальный округ. 

## География
Расположено в 22 км к северо-западу от центра города Орла.

## Население
| 2002 | 2010 |
| ---- | ---- |
| 625  | ↗667 |

Согласно результатам переписи 2002 года, в национальной структуре населения русские составляли 87 % от жителей.

## История
С 2004 до 2021 гг. в рамках организации местного самоуправления село являлось административным центром Масловского сельского поселения, упразднённого вместе с преобразованием муниципального района со всеми другими поселениями путём их объединения в Орловский муниципальный округ.